# 内阁对决
“内阁对决＃1 ”和“内阁对决＃2 ”是为音乐剧汉密尔顿的第二幕所作的歌曲，该音乐剧基于亚历山大·汉密尔顿生平而作，由林·曼努尔·米兰达作词作曲，于2015年在百老汇首演。
这些歌曲以饶舌对决的形式描绘了乔治·华盛顿（由克里斯托弗·杰克逊在第一版中饰演）在任时期内阁中美国财政部长亚历山大·汉密尔顿（ Lin-Manuel Miranda ）与美国国务卿托马斯·杰斐逊（戴维德·迪格斯 饰）之间的讨论。同时，美国议员代表詹姆斯·麦迪逊（ Okieriete Onaodowan 饰）偶尔会从旁协助杰斐逊。内阁对决中对麦克风不符合时代背景的使用则是受到了8英里中出现的说唱对决的影响。
在音乐剧公演中只出现了“ 内阁对决＃1”和“ 内阁对决＃2”。 “ 内阁对决＃3”在最终版本中被删减，而林·曼努尔·米兰达的为其所作的演示曲目最终在汉密尔顿 混音带中发行。
据官方2020年拍摄的汉密尔顿电影版本的所说，“内阁对决＃1”包含了闪耀大师与狂暴五人作品《消息（The Message）》的元素，而“内阁对决＃2”包含了声名狼藉先生所作的《多汁（一切都好）》的元素。 

## 内阁对决＃1
“内阁对决＃1”是音乐剧《汉密尔顿》第二幕的第二首歌。乔治·华盛顿在此曲开始点明了他们目前面对的问题：是否采纳汉密尔顿关于建立国家银行的提议。

### 杰斐逊的歌词
杰斐逊引用他自己所作的“独立宣言”为说唱战拉开了帷幕。杰斐逊是州政府和个人权利的狂热拥护者，他以自己的名篇作引来强调自己对这些权利的珍视程度。这些价值观所呼应的是为其奠基的启蒙哲学家约翰·洛克在1689年的著作《政府论》中表达的理想。 《独立宣言》称政府的存在主要是基于洛克所提出的理论，一些人对此思路进行拓展，借此支持对政府权力进行限制的必要性。因此，杰斐逊的哲学思想与汉密尔顿的《有关公众信用的第一份报告》产生了冲突。该报告分析了美利坚合众国的财务状况，并提出了重组国家债务并建立起公众信用的建议。 建立国家公共信用将增强联邦政府的权力，这在美国早期历史上是前所未有的。此外，杰斐逊的家乡弗吉尼亚州，以及其房地产蒙蒂塞洛庄园，都如大部分南部州一样已经偿还了债务。杰斐逊以斥责该计划过于冗长（该文件长达40,000字） 来进一步抨击汉密尔顿的财务计划。此外他还指出，以汉密尔顿为首的纽约政客通过转移由南部州生产的实际产品的财务来积攒财富，甚至上升到攻击汉密尔顿为人的贪婪，不应该成为赢得人气的政治家。杰斐逊闭幕时引用了英国的不可容忍法令和波士顿倾茶事件突出他已预见了威士忌起义的爆发。作为汉密尔顿报告的一部分，征集威士忌税于1791年成为法律规定，旨在产生收入以帮助减少国家债务。 

### 汉密尔顿的歌词
汉密尔顿在反驳时先是承认了杰斐逊在《独立宣言》方面的贡献，但告诉内阁，由于他在法国的生活，杰斐逊已经与现在的美国脱轨。 自1784年7月杰斐逊到达巴黎，至1789年9月回归故土，他一直居住在那里。  汉密尔顿以此攻击杰斐逊，批评未来的第三任总统是美国价值观的虚假保护者。
另一方面，汉密尔顿针对杰斐逊奴隶主的身份对他的人格与道德品质展开了攻击。早在1774年，就有记录证明杰斐逊拥有至少41名奴隶。 汉密尔顿亦提及了杰斐逊与乔治·华盛顿总统的交往以及两者之间的矛盾。

### 华盛顿的决定
尽管华盛顿喜欢汉密尔顿的想法，但汉密尔顿无法改变足够的人的想法来获得他所需的选票。因此，华盛顿无法通过他的提议，而杰斐逊和麦迪逊借以嘲笑汉密尔顿。华盛顿将汉密尔顿带到一旁，命令他做出足以让他的动议通过的妥协，并暗示汉密尔顿如果无法成功，他就可能被迫下台。此事于《决策之地》中得到解决，汉密尔顿与杰斐逊和麦迪逊协商达成妥协：麦迪逊为他赢得选票以推动他的计划得到国会通过，作为交换，汉密尔顿同意支持将美国首都定在南部。

## 内阁对决＃2
《内阁对决#2 》是音乐剧《汉密尔顿》第二幕的第七首歌。就像“内阁战役＃1”一样，这首歌也是先由乔治·华盛顿向观众介绍眼下的议题——是否在法国所面对的1789年法国大革命以及法英间可能的战争中支援法国——而拉开帷幕的。

### 杰斐逊的歌词
杰斐逊和麦迪逊通过向内阁抛出疑问——是谁在需要的时候向美国革命者伸出了援手——来开始说唱对决（答案是法国）。杰斐逊还辩称，由于美国人法国国王之间签署了一项条约（法美同盟条约），因此出于诚信，他们也应当在法英战争中向他们提供帮助。杰斐逊又侮辱汉密尔顿，指责他贪婪、说他不忠。杰斐逊指出，他才是国务卿，而非汉密尔顿，以此示意众人他对该决定的影响应大于财政部长。

### 汉密尔顿的歌词
汉密尔顿怒火中烧地断言华盛顿永远不会同意杰斐逊的观点，因为美国作为一个新生的国家，哪怕不参与国际事务，也是幼小且不安定的。实际上，这在第一任提倡中立立场的总统华盛顿的告别演说中（乔治·华盛顿的告别演讲）（部分由汉密尔顿撰写）中也得到了证实。
此外，亚历山大表示杰弗逊表达的对美遵守与法条约的希望不过是有名无实的幌子罢了。他指出，签署协议的国王路易十六国王在革命中已经被杀，因而美国并没有援助法国的义务。 

### 华盛顿的决定
华盛顿打断了汉密尔顿的说唱，且表示支持汉密尔顿，要求他起草《中立聲明》 ，并公开谴责杰斐逊对这一问题的理想主义态度。杰斐逊大怒，找到汉密尔顿，指责他放弃了拉法耶特 ——著名的法国将军，在美国大革命期间曾协助美国人，且是杰斐逊和汉密尔顿最亲密的朋友之一。汉密尔顿迅速做出回应，但杰斐逊只是留下了对他失去华盛顿的支持便会无处施展的警告就离开了这场争执。在约翰·亚当斯总统执政期间，这个警告得到了证实。 

## 内阁对决＃3
像之前一样，华盛顿在介绍了眼下的议题：本杰明·富兰克林起草的一项旨在终止奴隶贸易并解放美国目前所有奴隶的提案。

### 杰斐逊的歌词
杰斐逊承认奴隶制是灭绝人性的，但他辩称政府已经宣誓直到1808年都不考虑废除奴隶制；这是为南部州加入美国新政府做出的必要妥协。他进一步补充说，即使废除了奴隶制，针对黑人的种族歧视仍将存在，且眼下对于如何安置被解放的奴隶还没有明确的解决方案。 （“所以让他们回归非洲？还是划出另一个州给他们？”）他最后表示，他以前曾尝试过终结奴隶制，但无法得到任何政治支持，因此，即使富兰克林的提议是一个好主意，在政治上也是不可能实现的。

### 汉密尔顿的歌词
汉密尔顿谴责了等到1808年对奴隶制实施任何政策的想法，并指出随着人口的增长，解决这个问题将越来越难。他还告诉华盛顿，他们对奴隶制的宽容将会败坏他们在青史上留下的声名。 （“先生，即使您，您也有数百名奴隶，他们的后代，将在我们长眠地下时诅咒我们的名姓。” ）他嘲笑杰斐逊的担忧，认为诸如南部对用以开展业务的劳力或是杰斐逊对奴隶情妇的小需求之类比起废除奴隶制并没有那么重要，他还指名道姓地提到了莎莉·海明斯。但是华盛顿打断了汉密尔顿，而知晓汉密尔顿与玛丽亚·雷诺兹的外遇的杰斐逊和麦迪逊指出，汉密尔顿没有任何批评其他人找情妇的资格。

### 麦迪逊的歌词
麦迪逊提出了一个折衷方案，他将向南方保证，如先前协商的那样，1808年前对废除奴隶制将不予考虑，同时他也将向北方保证，奴隶贸易将于1808年1月1日终止。他说，这将在不与南方决裂的情况下得以处理奴隶制暴行最恶劣的部分。然后他说，一旦他的妥协为众人所接受，他将起草一项要求政府不再考虑奴隶制相关事务的动议。

### 华盛顿的决定
华盛顿接受了麦迪逊的提议。汉密尔顿提出抗议，但是华盛顿表示，如果他们试图废除奴隶制，每个种植园所有者都会要求赔偿，这是政府所无法负担的。在他叹息下一代也许会提出更好的计划后，曲终人散。

## 评价
该音乐剧在百老汇出演的第一年就收获了好评和赞誉。
塔里布·克鲁维在看完演出后提到，戴维德·迪格斯的表演在米兰达为自己作品中做出的说唱、百老汇的融合的彰显下更为有力，对《内阁对决#1》的精彩更是无需赘言  “扮演杰斐逊的那个人，他刚刚伴随着绝妙的说唱词登上舞台，我就想到，'那是个MC，而不是传统的百老汇演员。那个说唱者之所以登上这个舞台，仅只是因为他的说唱'“ 这种赞誉可能源自迪格斯洛城式的说唱及他担当MC的噪音乐队“修剪”。